# جرينتا
قرينتا أو جرينتا أو غرينتا هو مصطلح مأخوذ من كلمة إيطالية (Grinta) بمعنى المثابرة. وتستخدم عربيًا على أنها الروح القتالية، واللعب دون تراخي من أجل الوصول إلى الهدف. يُستخدم هذا المصطلح مرارًا في رياضة كرة القدم من قبل المحللين والجماهير. غالبًا ما يكون وصفًا للاعبين ذوي الطابع الرجولي وقوة الشخصية داخل المستطيل الأخضر، وهناك العديد من المواقف التي تجعل من لاعب كرة القدم جرينتا، مثل أن ينقذ مدافعًا فريقه من دخول هدف محقق للخصم، أو أن يلعب حتى النهاية رغم إصابته، ويلعب كما لو أنه يدافع عن أغلى ما يملك. رغم أن مصطلح الجرينتا لا يختص بوصف مركز بذاته، إلا أن مراكز الدفاع يشكلون السواد الأعظم، كما أن لإيطاليا والأرجنتين نصيب الأسد من لاعبي الجرينتا. وقد يستعمل المصطلح لوصف المدرب أيضًا.